# Jacques Cariou
Jacques Cariou (ur. 23 września 1870, zm. 7 października 1951) – francuski jeździec, medalista olimpijski ze Sztokholmu 1912.
Był mistrzem Francji w skokach przez przeszkody. Cariou brał udział w Letnich Igrzyskach Olimpijskich 1912, które odbyły się w Sztokholmie, gdzie zdobył złoty medal w skokach indywidualnych, srebrny medal w skokach drużynowych na koniu Mignon i brązowy medal w trzydniowym indywidualnym WKKW na koniu Cocotte.